# Kosten (Bulgarije)
Kosten (Bulgaars: Костен) is een dorp in de gemeente Soengoerlare in de provincie Boergas in het zuidoosten van Bulgarije. Het dorp ligt op een gemiddelde hoogte van 273 meter. Het totale grondoppervlakte van het dorp Kosten is zo'n 22,5 vierkante kilometer.
Het dorp Kosten telt 363 inwoners volgens de volkstelling van 2011. Het dorp wordt nagenoeg uitsluitend bewoond door de  Turkse minderheid van Bulgarije.
De bevolkingsontwikkeling in het dorp Kosten ziet er als volgt uit:
| 1934 | 1946 | 1956 | 1965 | 1975 | 1985 | 1992 | 2001 | 2011 | 2016 |
| ---- | ---- | ---- | ---- | ---- | ---- | ---- | ---- | ---- | ---- |
| 744  | 743  | 500  | 335  | 502  | 418  | 360  | 348  | 363  | 346  |

De burgemeester is Ahmed Christem van Beweging voor Rechten en Vrijheden.